# Marko Baša
Pour les articles homonymes, voir Basa.
Marko Baša (en serbe cyrillique Марко Баша), né le 29 décembre 1982 à Trstenik (Yougoslavie auj. en Serbie) est un footballeur international monténégrin qui évoluait au poste de défenseur central.

## Biographie

### Arrivée en France et éclosion au MUC 72
Au Mans dès 2005, il gagne rapidement une place de titulaire. Ses qualités principales sont son jeu de tête, sa relance et son sens du placement. Il est aussi très utile lors des phases offensives. Attaquant de formation, il fut rétrogradé en défense centrale par son entraîneur de l'OFK Belgrade.
En 2004, il est appelé dans la sélection olympique de football de Serbie-et-Monténégro et participe aux JO d'Athènes.

### Départ pour la Russie
Dans l'équipe du Mans, il est titulaire indiscutable. Son contrat le lie alors au Mans jusqu'en juin 2010, mais Baša veut tenter une aventure étrangère. Il faillit tout de même signer au PSG en juin 2008, en même temps que Stéphane Sessègnon. Mais arrivé au club, le « cachet d'entrée », que demande le joueur est jugé trop gourmand et le transfert est annulé au dernier moment. Après avoir intéressé de multiples clubs de différents horizons comme le Celtic Glasgow, Hambourg ou l'ACF Fiorentina, il signe le 20 août 2008 au Lokomotiv Moscou. L'indemnité de transfert est évaluée à 4,5 millions d'euros. Le défenseur rejoint le Nigérian Peter Odemwingie, un autre joueur ayant joué dans le championnat de France.

### Retour en France, au LOSC
En juin 2011, il fait son retour dans le championnat de France, en signant chez le tout nouveau champion de France, le Lille OSC. Son transfert avoisine 1,5 million d'euros grâce à une clause dans son contrat, lui permettant de quitter son club en cours de saison. Il signe son premier but avec le LOSC dès son premier match lors du Trophée des champions à Tanger, au Maroc, contre l'Olympique de Marseille. Durant la saison 2012-2013, Marko Baša marque cinq buts, dont trois buts en trois matchs.
Durant la saison 2013-2014, il réalise un début de saison de très haute volée, lui et son compère Simon Kjær formant une défense centrale redoutable, ils sont grandement impliqués dans la superbe série du LOSC lors de ce début de saison (le club n'encaissant que 4 buts lors des 16 premières journées, établissant un nouveau record dans l'histoire du Championnat de France).
En cette fin de saison Lille fini troisième de Ligue 1, classement inespéré au début de celle-ci. Il est alors notamment courtisé par l'AS Roma de Rudi Garcia, son ancien entraîneur au Mans et à Lille (la Roma finissant cette saison 2e de Serie A), mais le transfert, en suspens jusqu'à la fin du mois d'août, ne se réalise finalement pas. Le 19 septembre, il prolonge son contrat jusqu'en 2019.
Depuis cette fameuse saison 2013-2014, il est vice-capitaine du LOSC.
Bien que très discret dans les médias, il est extrêmement apprécié des fans du LOSC, étant même considéré comme un des meilleurs défenseurs centraux ayant évolué sous les couleurs de ce club.
L'arrivée de Marcelo Bielsa à la tête du LOSC en juillet 2017 marque la fin de son aventure lilloise. Il est d'abord placé dans le loft durant l'été avant que son contrat soit résilié le 31 août 2017.
Il décide ensuite de mettre fin à sa carrière de footballeur.

### Carrière internationale
Depuis février 2009, il joue pour la sélection monténégrine. En effet, il lui était difficile d'avoir une place dans la sélection serbe qui compte des défenseurs de très haut niveau tels que Nemanja Vidić (Manchester), Neven Subotić (Dortmund), ou encore Branislav Ivanović (Chelsea). Il opte alors pour le Monténégro.
Fin 2014 Marko Basa est élu meilleur joueur monténégrin de l'année.

## Statistiques
| Saison                | Club                      | Championnat           | Championnat | Championnat | Coupe nationale | Coupe nationale | Coupe de la Ligue | Coupe de la Ligue | Supercoupe | Supercoupe | Compétition(s) continentale(s) | Compétition(s) continentale(s) | Compétition(s) continentale(s) | Monténégro | Monténégro | Total | Total |
| Saison                | Club                      | Division              | M.          | B.          | M.              | B.              | M.                | B.                | M.         | B.         | Comp.                          | M.                             | B.                             | M.         | B.         | M.    | B.    |
| 2001-2002             | Proleter Zrenjanin (prêt) | Druga Liga            | 8           | 0           | -               | -               | -                 | -                 | -          | -          | -                              | -                              | -                              | -          | -          | 8     | 0     |
| 2001-2002             | OFK Belgrade              | SuperLiga             | 6           | 0           | -               | -               | -                 | -                 | -          | -          | -                              | -                              | -                              | -          | -          | 6     | 0     |
| 2002-2003             | OFK Belgrade              | SuperLiga             | 23          | 1           | -               | -               | -                 | -                 | -          | -          | -                              | -                              | -                              | -          | -          | 23    | 1     |
| 2003-2004             | OFK Belgrade              | SuperLiga             | 24          | 2           | -               | -               | -                 | -                 | -          | -          | CI                             | 4                              | 0                              | -          | -          | 28    | 2     |
| 2004-2005             | OFK Belgrade              | SuperLiga             | 23          | 1           | -               | -               | -                 | -                 | -          | -          | CI                             | 6                              | 1                              | 1          | 0          | 30    | 2     |
| Sous-total            | Sous-total                | Sous-total            | 84          | 4           | -               | -               | -                 | -                 | -          | -          | -                              | 10                             | 1                              | 1          | 0          | 95    | 5     |
| 2005-2006             | Le Mans UC 72             | Ligue 1               | 32          | 0           | -               | -               | 2                 | 0                 | -          | -          | -                              | -                              | -                              | 2          | 0          | 36    | 0     |
| 2006-2007             | Le Mans UC 72             | Ligue 1               | 35          | 1           | 2               | 0               | 3                 | 0                 | -          | -          | -                              | -                              | -                              | -          | -          | 40    | 1     |
| 2007-2008             | Le Mans UC 72             | Ligue 1               | 28          | 5           | 1               | 2               | 1                 | 0                 | -          | -          | -                              | -                              | -                              | -          | -          | 30    | 7     |
| Sous-total            | Sous-total                | Sous-total            | 95          | 6           | 3               | 2               | 6                 | 0                 | -          | -          | -                              | -                              | -                              | 2          | 0          | 106   | 8     |
| 2008                  | Lokomotiv Moscou          | Premier-Liga          | 11          | 0           | -               | -               | -                 | -                 | -          | -          | -                              | -                              | -                              | -          | -          | 11    | 0     |
| 2009                  | Lokomotiv Moscou          | Premier-Liga          | 12          | 1           | 1               | 0               | -                 | -                 | -          | -          | -                              | -                              | -                              | 6          | 0          | 19    | 1     |
| 2010                  | Lokomotiv Moscou          | Premier-Liga          | 22          | 0           | 1               | 0               | -                 | -                 | -          | -          | C3                             | 1                              | 0                              | 6          | 1          | 30    | 1     |
| 2011-2012             | Lokomotiv Moscou          | Premier-Liga          | 4           | 0           | -               | -               | -                 | -                 | -          | -          | -                              | -                              | -                              | 1          | 0          | 5     | 0     |
| Sous-total            | Sous-total                | Sous-total            | 49          | 1           | 2               | 0               | -                 | -                 | -          | -          | -                              | 1                              | 0                              | 13         | 1          | 65    | 2     |
| 2011-2012             | Lille OSC                 | Ligue 1               | 22          | 2           | -               | -               | 1                 | 0                 | 1          | 1          | C1                             | 4                              | 0                              | 2          | 0          | 30    | 3     |
| 2012-2013             | Lille OSC                 | Ligue 1               | 34          | 5           | 3               | 1               | 2                 | 0                 | -          | -          | C1                             | 6                              | 0                              | 8          | 0          | 53    | 6     |
| 2013-2014             | Lille OSC                 | Ligue 1               | 32          | 2           | 3               | 0               | -                 | -                 | -          | -          | -                              | -                              | -                              | 6          | 1          | 41    | 3     |
| 2014-2015             | Lille OSC                 | Ligue 1               | 30          | 1           | 1               | 0               | 3                 | 0                 | -          | -          | C1+C3                          | 3+6                            | 0+0                            | 4          | 0          | 47    | 1     |
| 2015-2016             | Lille OSC                 | Ligue 1               | 15          | 0           | 1               | 0               | 1                 | 0                 | -          | -          | -                              | -                              | -                              | 4          | 0          | 21    | 0     |
| 2016-2017             | Lille OSC                 | Ligue 1               | 23          | 1           | 2               | 0               | 1                 | 1                 | -          | -          | C3                             | 1                              | 0                              | 2          | 0          | 29    | 2     |
| Sous-total            | Sous-total                | Sous-total            | 156         | 11          | 10              | 1               | 8                 | 1                 | 1          | 1          | -                              | 20                             | 0                              | 26         | 1          | 221   | 15    |
| Total sur la carrière | Total sur la carrière     | Total sur la carrière | 434         | 22          | 15              | 3               | 14                | 1                 | 1          | 1          | -                              | 31                             | 1                              | 42         | 2          | 537   | 30    |

## Palmarès
- Lille OSC
  - Finaliste du Trophée des Champions en 2011
  - Finaliste de la Coupe de la Ligue en 2016